# X 4200
L'autorail panoramique X 4200 est un autorail mono-caisse à deux niveaux construit à 10 exemplaires par Renault numérotés X 4201 à 4210.
Destinée à la desserte de lignes touristiques, la série est mise en service entre avril et septembre 1959 et radiée des inventaires de la SNCF entre décembre 1980 et juin 1985. Les X 4203, 4206 et 4208 sont la propriété de l'association AGRIVAP Les trains de la découverte ; seul le X 4208 continue à circuler. Le X 4204, préservé par Renault est classé au titre des monuments historiques en 1998, il a rejoint AGRIVAP par convoi routier de Flins à Courpière, puis par rail jusqu'à Ambert en mars 2022.

## Genèse de l'autorail
À la fin des années 1950, le développement du tourisme incite la Société nationale des chemins de fer français à réfléchir à la conception d'un engin destiné au transport de voyageurs des lignes touristiques du réseau, bien souvent non électrifiées. Lors d'un voyage aux États-Unis, le directeur du matériel et de la traction est séduit par le concept des voitures Vista-Dome. Le nouvel engin doit donc être à traction diesel, assez puissant pour tracter des remorques sur des lignes au profil difficile et offrir à une partie de ses voyageurs une vision panoramique des paysages traversés.

## Description
La série de dix appareils est construite par la branche ferroviaire de la Régie Nationale des Usines Renault (RNUR) dans son usine de Choisy-le-Roi, le premier exemplaire sortant de production en février 1959.

### Caractéristiques techniques
L'autorail panoramique X 4200 est réversible à caisse unique, équipé de deux postes de conduite. Il est équipé de deux bogies, dont un moteur et un porteur, de deux essieux.
La structure de l'autorail panoramique X 4200 présente la particularité de comprendre une cabine de première classe surélevée, située dans la partie centrale au-dessus du compartiment moteur, offrant une vision à 360° par tous les temps grâce à un dispositif anti-buée constitué de résistances électriques noyées dans les vitres. Le dôme est formé de quatre éléments en polyester stratifié de 3,50 × 2,80 m et ne pèse que 780 kg. Les baies vitrées du dôme avec leur joints pèsent 1 000 kg. Le verre extérieur utilisé pour le dôme est de type Athermique, c’est-à-dire partiellement imperméable aux radiations infrarouges. Le compartiment de première classe est séparé du compartiment moteur par un plancher isolant épais de 13 cm qui permet une protection thermique et acoustique. De la laine de verre et de l'amiante complètent la protection thermique et contre les incendies. Les deux faces de l'autorail sont également réalisées en polyester collé sur une armature métallique.
La motorisation est constituée d'un moteur MGO de type V12SH de la Société alsacienne de constructions mécaniques (SACM) doté d'une turbo-soufflante Napier type HP 100. Le moteur est semblable à celui des X 2800 (livrés à partir de mai 1957) mais légèrement moins puissant avec 480 kW, soit 800 ch (au lieu de 825 ch pour les X 2800). Des problèmes de refroidissement dans le compartiment moteur trop exigu conduisent à limiter rapidement sa puissance à 605 ch en service commercial par montage d'un limiteur d'injection.
La transmission est électrique, le moteur diesel entraînant une génératrice électrique qui alimente sous une tension de 1 000 V deux moteurs placés sur les essieux d'un même bogie. Les moteurs de traction, insuffisamment ventilés, souffrent d'une fiabilité insuffisante ; ce problème est partiellement résolu par le montage d'un système de ventilation forcée.
Grâce à l’utilisation du plastique pour le dôme et d'autres équipements parmi lesquels les réservoirs et les escaliers, et en adoptant des faces latérales constituées par une poutre triangulée classique, l'X 4200 ne dépasse pas la charge de 16,5 tonnes par essieu ce qui lui permet de circuler sur l’essentiel du réseau ferré français. L'autorail panoramique peut circuler en formation jumelée de deux engins ; de construction il est conçu pour tracter deux remorques unifiées dans des rampes de 25 mm/m, mais le bridage de son moteur réduit sa capacité de traction à une seule remorque dans ces conditions.

### Aménagements intérieurs et livrée
L'autorail présente une capacité de 88 places assises, dont 44 en première classe et 44 (y compris huit strapontins) en seconde classe. Les fauteuils de première classe, sous le dôme supérieur, sont orientables de façon à pouvoir être tournés dans le sens de la marche. Les sièges de seconde classe sont également des fauteuils individuels mais ils sont fixes ; ils se situent dans les deux compartiments au niveau bas, à l'avant et à l'arrière, séparés par les compartiments moteur et bagages placées au centre. Les voyageurs de 2e classe peuvent voir la voie vers l'avant (ou vers l'arrière dans l'autre compartiment), les postes de conduite n'étant isolés que par une paroi vitrée. Deux places se trouvent tout à fait à l'avant, à côté du conducteur.
Ces engins sont équipés d'un système de ventilation par électro-ventilateurs, indispensable pour maintenir une température acceptable sous le dôme du compartiment de première classe. Une véritable climatisation est prévue mais elle ne fut installée que sur le premier exemplaire de la série (X 4201), doté d'une véritable réfrigération en 1re classe. Malgré tout, la ventilation du dôme n'est pas satisfaisante par fortes chaleurs sur cet engin, entraînant même des interdictions de circulation aux heures les plus chaudes pendant les mois d'été.
Leurs aménagements intérieurs et leur ligne sont dus au designer Paul Arzens qui les a revêtus d'une livrée rouge et crème avec toit et bas de caisse gris anthracite. Ils ont conservé cette livrée toute leur carrière. La livrée verte du X 4208 de l'AGRIVAP est spécifique à cette association.

## Services effectués
Les X 4200 assurent à partir de 1959 des dessertes sur les lignes du réseau Sud-Est de la SNCF avec en particulier les deux trains touristiques « le Cévenol » (via la ligne des Cévennes) et « l'Alpazur » (via la ligne des Alpes).
Les X 4201 à X 4204 assurent à partir du 31 mai 1959 « le Cévenol » (Marseille - Nîmes - Alès -  Clermont-Ferrand - Le Mont-Dore). Pour cela ils sont souvent associés à un X 2400  puis un X 2800 encadrant deux, voire trois remorques. Ces jumelages et remorquages entraînent une limitation de vitesse à 120 km/h alors qu'un X  4200 seul peut rouler à 130 km/h. En 1978, « le Cévenol » perd ses autorails panoramiques au profit d'X 2800 modernisés puis d'une rame Corail tractée par des BB 67400.
Les X 4205 et X 4206 effectuent le 31 mai 1959 le premier train « Alpazur » entre Genève et Digne via Grenoble. Ce train périodique d'été (de juin à septembre) nécessite chaque été le détachement au Centre Autorails de Grenoble de quatre autorails X 4200 marseillais de 1959 à 1971.
Lors de leurs séjours dans la capitale des Alpes et du Dauphiné à Grenoble, les X 4200 assurent aussi quelques relations Aix-les-Bains - Chambéry - Grenoble - Valence (et retour) et Grenoble - Genève (et retour). Ils tractent une ou deux remorques. Sur « l'Alpazur », ils sont souvent associés à un X 52000, X 52100 ou X 2400 encadrant deux, voire trois remorques.
Les X 4200 circulent également, entre autres, sur le littoral languedocien (Marseille - Cerbère), sur la Côte d'Azur (Toulon et Nice), sur la ligne de la Côte bleue et dans le briançonnais. En fin de carrière, ils effectuent quelques rotations sur Alès et Bessèges et Alès - Génolhac. Les quatre derniers engins de ce type sont retirés de la circulation en 1985. Le X 4204, parmi les derniers radiés, a parcouru 2 520 260 km.

### Lignes parcourues
- "Le Cévenol" Marseille - Nîmes - Alès - Clermont-Ferrand - Le Mont-Dore (de 1959 à 1978)
- "L'Alpazur" Genève - Aix-les-Bains - Chambéry - Grenoble - Veynes - Digne (de 1959 à 1971), en service international.
- Valence - Grenoble - Chambéry - Aix-les-Bains (de 1959 à 1972)
- Marseille - Veynes - Briançon (de 1971 à 1975)
- Marseille - Toulon - Cannes - Nice (en 1959)
- Marseille - Nîmes - Cerbère (en 1959)
- Marseille - Toulon (de 1975 à 1979)
- Marseille - Port-de-Bouc - Cavaillon - Avignon (été 1979)
- Marseille - L'Estaque - Miramas - Avignon (été 1979)
- Nîmes - Alès - Chamborigaud (été 1979)
- Nîmes - Le Grau-du-Roi (été 1979)
- Avignon - Nîmes (été 1979)
- Alès - Bessèges (été 1979)
- Alès - Génolhac (de 1982 à 1985)
- Mende - La Bastide (de 1982 à 1985)
- Nîmes - Avignon (de 1982 à 1985)
- Nîmes - Montpellier (de 1982 à 1985)

### Dépôts titulaires
- Marseille-Saint-Charles (de 1959 à 1960) avec détachement pendant l'été de plusieurs engins au Centre Autorails de Grenoble pour la relation "Alpazur"
- Marseille-Blancarde, (de 1960 à 1982, puis transfert à Nîmes le 23/05/1982) avec détachement pendant l'été (jusqu'en 1975) de plusieurs engins au Centre Autorails de Grenoble pour la relation "Alpazur"
- Nîmes (du 23/05/1982 au 01/06/1985, avec les X 4202, X 4204, X 4206, X 4207 et X 4208, les autres ayant été réformés auparavant)

| Engins | Mise en service   | Radiation         | livrée  | Dépôts              |
| ------ | ----------------- | ----------------- | ------- | ------------------- |
| X 4201 | 1er avril 1959    | 31 décembre 1980  | Origine | Marseille Blancarde |
| X 4202 | 4 mai 1959        | 31 décembre 1983  | Origine | Nîmes               |
| X 4203 | 14 mai 1959       | 15 juin 1985      | Origine | Nîmes               |
| X 4204 | 28 mai 1959       | 15 juin 1985      | Origine | Nîmes               |
| X 4205 | 11 juin 1959      | 31 décembre 1981  | Origine | Marseille Blancarde |
| X 4206 | 29 juin 1959      | 15 juin 1985      | Origine | Nîmes               |
| X 4207 | 2 juillet 1959    | 29 septembre 1984 | Origine | Nîmes               |
| X 4208 | 31 juillet 1959   | 15 juin 1985      | Origine | Nîmes               |
| X 4209 | 28 septembre 1959 | 21 février 1983   | Origine | Nîmes               |
| X 4210 | 19 décembre 1959  | 16 septembre 1982 | Origine | Nîmes               |

## Engins conservés
- X 4203 : récupéré par Agrivap en 2001, ses pièces vont servir à la restauration du X 4206[16]. Ferraillé en 2021.
- X 4204 : confié à la Régie Renault, puis transféré à l'Agrivap au mois de mars 2022  Classé MH (1998)[17].
- X 4206 : ex-CITEV, récupéré par Agrivap en 2005, doit être restauré avec les pièces du X 4203[16].
- X 4208 : restauré en 1986 par Agrivap, roule depuis pour le Train touristique du Livradois-Forez[16]. Repeint dans la livrée spécifique de cette association, les véhicules de série arborant la livrée classique rouge et crème de la SNCF. C'est en 2018 le seul exemplaire de la série autorisé à circuler.

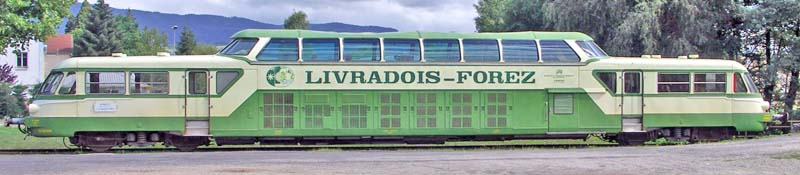
L' X 4208 du train touristique du Livradois-Forez.

## Modélisme
Les X 4200 ont été reproduits à l'échelle HO en premier par la firme Jouef en 1966. Une seconde version, plus réussie avec une mécanique améliorée verra le jour en 1983.
Mistral Train Models proposera une reproduction d'excellente facture en 2010 puis 2017, les modèles étaient disponibles en plusieurs livrées, dont celle de l'Agrivap.
Enfin, Brassline, fabricant de trains miniatures haut de gamme, a mis sur le marché des reproductions d'exception entièrement en laiton en 2012.
À l'échelle N, AIM en a fait des reproductions en 2007. Elles étaient en laiton et vendues uniquement assemblées et peintes mais sans marquages. TrainsN'co, L'artisan OL.D Modèles propose d'acquérir une carrosserie non peinte imprimée en 3D à adapter sur un châssis du commerce par l'amateur. Citons l'artisan HFR160 qui fabrique une planche de décalcomanies adaptée aux autorails panoramiques.

## Philatélie
La poste a émis un timbre intitulé « autorail panoramique » issu du bloc feuillet Les légendes du rail sorti en 2001. d'une valeur faciale de 1 F 50 c (0.23€) N° YT 3413.

#### Articles et ouvrages
: document utilisé comme source pour la rédaction de cet article.
- Olivier Constant, Encyclopédie du matériel moteur SNCF : Supplément à la revue « Le Train », t. 4 : Les autorails des années 1950 à nos jours (2), Publitrains, 2007, 98 p. (ISSN 1267-5008).
- Olivier Constant, Les Panoramiques et autres autorails touristiques : Supplément no 39 à la revue « Le Train », Publitrains, mars 2004, 95 p. (ISSN 1267-5008). .
- Jacques Defrance, Le matériel moteur de la SNCF, Paris, Éditions N.M., 1969, réédition 1978.
- Frédéric Didelot, « Une vedette nommée Panoramique », Ferrovissime, Auray, LR Presse, no 27,‎ juin 2010
- William Lachenal, « Les autorails panoramiques », Connaissance du Rail, nos 350-351,‎ juin-juillet 2010, p. 6 à 12
- Aurélien Prévot, « Les X 4200 sous la loupe », Ferrovissime, Auray, LR Presse, no 26,‎ avril 2010
- Aurélien Prévot, « Les X 4200 : le prestige à l'économie », Ferrovissime, Auray, LR Presse, no hors-série 1,‎ juin 2014
- Jean Tricoire, « Les trains des Alpes », Le Train, no spécial 57,‎ avril 2009.

#### Vidéos
- Vidéo SNCF de présentation de l'autorail panoramique